# Pau-Latina
Pau-Latina é o sétimo álbum de estúdio da cantora mexicana Paulina Rubio, lançado em 10 de fevereiro de 2004, pela Universal Music. O álbum traz como sucessos principais, as canções "Te Quise Tanto", "Algo Tienes" e "Dame Otro Tequila". O álbum marca a volta de Paulina a cantar em espanhol, já que seu último álbum, Border Girl (2002), tinha sido sua estréia cantando em inglês. O álbum vendeu mais de 300 mil cópias ao redor do mundo, sendo indicado ao Grammy Latino na categoria Melhor Álbum Pop Vocal Feminino.

## Faixas
| N.º            | Título                | Compositor(es)                                              | Duração |  |
| 1.             | "Algo Tienes"         | C. Rodriguez, M. Benito                                     | 3:07    |  |
| 2.             | "My Friend, Mi Amigo" | P. Rubio, A. Levin, I. Padrón                               | 3:31    |  |
| 3.             | "Te Quise Tanto"      | C. Sorokin, Andahí, A. Schinoff                             | 4:05    |  |
| 4.             | "Baila Que Bala"      | T. Méndez, E. Pérez, J. de Jesús, P. Rubio, Tea Time        | 3:36    |  |
| 5.             | "Ojalá"               | Marco Antonio Solís                                         | 3:28    |  |
| 6.             | "Perros"              | J. Villamizar, X. Uribe                                     | 3:49    |  |
| 7.             | "Queiro Cambiarme"    | E. Estefan, R. Gaitán, A. Gaitán, N. Tovar                  | 2:20    |  |
| 8.             | "Mia"                 | E. Estefan, R. Gaitán, A. Gaitán, T. Mardoni, T. McWilliams | 3:33    |  |
| 9.             | "Alma en Libertad"    | J. Villamizar, J. Pérez-Soto                                | 3:54    |  |
| 10.            | "Adiosito Corazón"    | J. Villamizar                                               | 3:18    |  |
| 11.            | "Amor Secreto"        | R. Barba                                                    | 4:12    |  |
| 12.            | "Volverás"            | A. Chirino, T. Mitchell, C. Ostwald                         | 5:06    |  |
| 13.            | "Dame Otro Tequila"   | E. Estefan, R. Gaitán, A. Gaitán, T. Mardoni, T. McWilliams | 2:48    |  |
| 14.            | "Dame Tu Amor"        | P. Rubio, C. Brant, R. Vission, G. Brown, A. Cee            | 5:00    |  |
| Duração total: | Duração total:        | Duração total:                                              | 54:09   |  |

Créditos adaptados do site Allmusic.